# کایلوا (شهرستان هونولولو، هاوایی)
کایلوا، شهرستان هونولولو (به انگلیسی: Kailua) یک منطقهٔ مسکونی در ایالات متحده آمریکا است که در شهرستان هونولولو، هاوایی واقع شده‌است. کایلوا، شهرستان هونولولو ۲۷٫۴ کیلومتر مربع مساحت و ۳۸٬۶۳۵ نفر جمعیت دارد و ۵ متر بالاتر از سطح دریا واقع شده‌است.